# Штефан Павелка
Штефан Павелка (svk. Štefan Pavelka; Бачки Петровац, 24. јул 1930 — Мијава, 15. децембар 2013) био је словачки академски сликар и илустратор. Након Зуске Медвеђове, у питању је други академски образован уметник пореклом из Бачког Петровца.

## Образовање
Основну школу и четири разреда гимназије завршио је у родном месту. Образовање је наставио на Средњој школи примењених уметности у Београду 1946. године. Након пресељења у Словачку, у децембру 1947, уписује Средњу школу примењених уметности у Братислави, коју је успешно завршио 1952. године. Потом студира на Факултету ликовних уметности у Братислави (1952—1957) у класи професора Чемицког и Желибског. Занимала га је фигурална композиција, портрет, мртва природа и пејзажно сликарство.

## Ликовно стваралаштво
Године 1957. постао је члан Савеза словачких ликовних уметника и бројних уметничких одбора. Био је члан одбора у три издавачке куће: „Pedagogické vydavateľstvo”, „Obzor” и „Príroda”. По завршетку студија посветио се сликарству, али убрзо се преоријентисао на примењену уметност, организацију изложби (сајмови: Incheba, Flóra, Agrokomplex Nitra и сајмови у Лондону, Женеви и Варшави) и илустрације плаката и књига. Такође је сарађивао са музејима, и за свој допринос је примио комеморативну медаљу Људовита Штура у Модри.
Графички је опремио и илустровао око 400 књига (Mestské pamiatkové rezervácie na Slovensku, Západné Slovensko, Stredné Slovensko, Výtvarná kultúra výroby, Rosa života, Večný plameň итд.). Илустровао је и књиге са пољопривредном тематиком за издавачку кућу „Príroda”, као и тридесет издања евангеличког календара Tranovský evanjelický kalendár.
За своје илустрације добио је неколико престижних награда (1. награду за најлепшу илустрацију 1974. од Словачке академије наука за књигу Večný plameň, 1. награду за најлепшу илустрацију 1984. за Biologické základy итд.).
Такође је дизајнирао и изложбене, филмске и хуманистичке плакате. За свој рад на плакатима освојио је неколико награда, као што су Најбољи безбедносни плакат из области индустрије на Међународној изложби у Мелбурну (Аустралија, Sydney Grand Prix), 1. награда за најлепши календар света - Air Bombai. 
Године 2005. постао је почасни грађанин општине Крајње.
Након 1990. године вратио се сликарству - портретима и пејзажима - користећи технике цртежа тушем, цртежа тушем у боји и фото-колажа. Инспирацију је црпео из Крајње, села у којем је живео. За своју прву самосталну изложбу у родном месту, одржану 2009. у Плавом салону Словачког војвођанског позоришта, припремио је цртеже тушем пејзажа и фигура у народној ношњи. Те године имао је и ретроспективну изложбу у Дому културе Самка Дудика у Мијави. Касније је имао још две изложбе у Бачком Петровцу - 2010. поводом 80. годишњице рођења (поново у Плавом салону Словачког војвођанског позоришта) и 2015 (у Галерији Зуске Медвеђове).
Преминуо је у болници Поликлинике у Мијави 15. децембра 2013. у 83. години живота.